# Houssine Kharja
Houssine Kharja (Poissy, 9 november 1982) is een Marokkaans voormalig profvoetballer die doorgaans als middenvelder speelde. Hij kwam uit voor clubs als Sporting Lissabon, AS Roma, Inter Milan en ACF Fiorentina. Hij sloot in 2016 zijn voetbalcarrière af bij Steaua Boekarest. Kharja was tussen 2003 en 2015 actief in het Marokkaans voetbalelftal.

## Clubcarrière
Kharja is een middenvelder en staat bekend om zijn fysieke gesteldheid en inzicht. Zijn wedstrijden bij Ternana (dat destijds in de Serie B actief was en nu in de Serie C1) zorgden ervoor dat hij een transfer naar AS Roma afdwong. Sinds het seizoen 2005/06 speelde Kharja voor het Italiaanse AS Roma. Van 2007 tot en met 2009 kwam hij uit voor AC Siena in de Serie A. Met zijn bepalende spel dwong hij een transfer af naar Genoa CFC. Eind januari 2011 neemt Inter Milan Kharja over van Genoa. Kharja tekende begin seizoen 2011-2012 een contract bij de Italiaanse subtopper ACF Fiorentina voor drie seizoenen.

## Interlandcarrière
Hoewel Kharja in Frankrijk is geboren, heeft hij de Marokkaanse nationaliteit. Hij speelt dan ook voor het Marokkaanse nationale elftal. Hiermee bereikte Kharja de finale van de Afrika Cup in 2004. Kharja nam met het Marokkaans olympisch voetbalelftal onder leiding van de Nederlandse bondscoach Pim Verbeek deel aan de Olympische Spelen van 2012 in Londen.

## Statistieken
| Seizoen | Club              | Land      | Competitie    | Wedstrijden | Doelpunten |
| ------- | ----------------- | --------- | ------------- | ----------- | ---------- |
| 2000/01 | Sporting Lissabon | Portugal  | Primeira Liga | 0           | 0          |
| 2001/02 | Ternana Calcio    | Italië    | Serie C1      | 23          | 2          |
| 2002/03 | Ternana Calcio    | Italië    | Serie C1      | 28          | 2          |
| 2003/04 | Ternana Calcio    | Italië    | Serie B       | 35          | 3          |
| 2004/05 | Ternana Calcio    | Italië    | Serie B       | 33          | 2          |
| 2005/06 | AS Roma           | Italië    | Serie A       | 12          | 1          |
| 2006/07 | Piacenza Calcio   | Italië    | Serie B       | 17          | 2          |
| 2007/08 | Piacenza Calcio   | Italië    | Serie B       | 17          | 2          |
| 2007/08 | AC Siena          | Italië    | Serie A       | 15          | 3          |
| 2008/09 | AC Siena          | Italië    | Serie A       | 36          | 5          |
| 2009/10 | Genoa CFC         | Italië    | Serie A       | 7           | 3          |
| 2010/11 | Genoa CFC         | Italië    | Serie A       | 13          | 0          |
| 2010/11 | Inter Milan       | Italië    | Serie A       | 15          | 1          |
| 2011/12 | ACF Fiorentina    | Italië    | Serie A       | 16          | 0          |
| 2012/13 | Al-Arabi          | Qatar     | Qatari League | 12          | 3          |
| 2014/15 | Sochaux           | Frankrijk | Ligue 2       | 22          | 1          |
| 2015/16 | Steaua Boekarest  | Roemenië  | Liga I        | 8           | 0          |